# Little Falls (New York)
Little Falls è una città degli Stati Uniti d'America situata nello Stato di New York e in particolare nella contea di Herkimer.